# Kvindetoget
Danske Kvinders Valgretstog (eller blot Kvindetoget) var et optog, der fandt sted Grundlovsdag, 5. juni 1915. Kvindetoget blev arrangeret af Dansk Kvindesamfund og blev styret af Thora Daugaard fra kontoret i Studiestrædet. 
36 organisationer og institutioner stod bag optoget, som skønnes at have haft fra knap 12.000 til over 20.000 deltagere. 30 unge kvinder udgjorde togets fanebærende fortrop. 
Dagens højdepunkter var kl. 13.30 på Amalienborg, hvor Christian 10. underskrev den nye grundlov, og fællesmødet i Rigsdagen kl. 14.30, hvor konseilspræsident C.Th. Zahle overrakte den underskrevne grundlov til Folketingets formand Niels Pedersen-Nyskov. En delegation på 25 foreningsformænd og institutionsledere, ledet af formand for paraplyorganisationen Danske Kvinders Nationalråd Henni Forchhammer, skulle kvittere for grundloven med overrækkelsen af Danske Kvinders Adresse til Regering og Rigsdag den 5. Juni 1915.
| „ | Paa denne for os saa betydningsfulde Dag, da danske Kvinders politiske Valgret er en fuldbyrdet Kendsgerning, har vi som Talsmænd for Tusinder af Kvinder ønsket at udtale for Danmarks Regering og Rigsdag vor Glæde over den fulde politiske Borgerret, som den nye Grundlov giver Kvinderne. Vi værdsætter i fuldeste Maal denne Valgret, som aabner os Mulighed for Indflydelse paa Landets Love, de Love, der gælder for Kvinder, saavel som for Mænd. Det har været os en stor Tilfredsstillelse at se alle Partier staa enige i denne Sag, og det er vor Forventning, at det Lovgivningsarbejde, som Mænd og Kvinder nu sammen skal tage op, vil blive øvet med fuld Hensyntagen, saavel til kvindelige som til mandlige Synsmaader og Interesser. Vi er os bevidst, at der følger Ansvar og Pligter med de nye Rettigheder, og vi udtaler som vort Haab og vort alvorlige Ønske, at Kvindernes Deltagelse i det politiske Liv maa blive til Lykke for Land og Folk. | “ |
|   | — Trykt i "Kvinden og Samfundet", 1915 s. 178. |   |

Kong Christian 10. kvitterede med et officielt svar henvendt til husmødrene:
| „ | Jeg takker for den venlige Henvendelse gennem Adressen. Jeg nærer fuld Tillid til, at Kvinderne ved den af alle Partierne paa Rigsdagen vedtagne Grundlov vil gøre god Fyldest sideordnet med Manden. Eksempler i den Retning haves jo allerede i det kommunale Liv og i Menighedsraadene, men på ét Sted kan Kvinden ikke undværes, og det er i Hjemmene. Her kan Kvindens Indflydelse ikke erstattes, thi gennem Barnets Kærlighed til Hjemmet vækkes Kærligheden til vort fælles Hjem: Danmark. Idet jeg gentager min Tak for Deres Henvendelse, beder jeg Dem udtale min Tak til de forsamlede Kvinder, samt bringe dem Dronningens og min Hilse. | “ |
|   | — (Juhl 2014: s. 24) |   |

## Organisationer og institutioner bag optoget
- Danske Kvinders Nationalråd
- Dansk Kvindesamfunds Københavns Kreds
- Københavns Kvindevalgretsforening
- Dansk Kvindesamfund
- Landsforbundet for Kvinders Valgret
- Danske kvindeforeningers Valgretsforbund
- Det hvide Baand (W. W. C. T. U.)
- Martsforbundet af 1908
- Diakonissehuset Set. Lukasstiftelsen
- Kvindernes Handels- og Kontoristforening
- Kirkelig Ungdomforenings kvindelige Afdeling
- Telefonistindeforeningen
- Frederiksberg Kommunelærereforenings Lærerindeafdeling
- Jordemoderforeningen i København
- Danske Kvinders Forsvarsforening
- Sundhedsforeningen
- Det nationale hvide Baand og Søsterforeningen indenfor N. I. O. G. T.
- Ungdomsforeningen "Pax"
- Den danske Pigeskole
- Diakonissestiftelsen
- Pæd. Foren. for Husholdning og Skolekøkkenlærerinder
- Københavnske Kvinders Kaffevogn
- Kvindestemmeretsklubben
- Kristne Kvinders Vælgerforening
- Missionen blandt kvindelige Arbejdere
- Pigeskolens Organisation
- Københavns kv. Gymnastikforening
- Københavns Kommunelærerindeforening
- Danske Syge-Gymnaster af 1913
- Den københavnske Afdeling af Det hvide Baand
- Dansk Massage- Og Sygegymnastik forening
- Svensk Sygegymnastikforening af 1903
- Almindelig Dansk Jordemoderforening
- Kredsforbundet af K. F. U. K.
- Kvindelig Idrætsforening

## Delegationen
- Henni Forchhammer, Danske Kvinders Nationalraad.
- Estrid Hein, Dansk Kvindesamfunds Københavns Kreds.
- Meta Hansen, Københavns Kvindevalgretsforening.
- Astrid Stampe Feddersen, Dansk Kvindesamfund.
- Elna Munch, Landsforbundet for Kvinders Valgret.
- Isabelle Brockenhuus-Løwenhielm, Diakonissehuset Set. Lukasstiftelsen.
- Anna Nielsen, Frederiksberg Kommunelærereforenings Lærerindeafdeling.
- Johanne Nielsen, Jordemoderforeningen i København.
- Charlotte Norrie, Danske Kvinders Forsvarsforening.
- Johanne Oltosen, Sundhedsforeningen.
- Sophie von der Osten, Det nationale hvide Baand og Søsterforeningen indenfor N. I. O. G. T.
- Johanne Petersen Norup, Ungdomsforeningen "Pax".
- Diakonisse, Søster Victoria Jensen, Diakonissestiftelsen.
- Johanne Münter, Kvindestemmeretsklubben.
- Henny Tscherning, Dansk Sygeplejeraad.
- Maria Nielsen, Pigeskolens Organisation.
- K. S. A. Præstgaard, Københavns kv. Gymnastikforening
- Mathilde Jensen, Københavns Kommunelærerindeforening.
- Kristiane Lauritzen, Den københavnske Afdeling af Det hvide Baand.
- Ingrid Ulbricht, Kredsforbundet af K. F. U. K.
- Mathilde Bajer, stifter af Dansk Kvindesamfund
- Jutta Bojsen-Møller, æresformand af Dansk Kvindesamfund

## 5. Juni 2015
På 100-års dagen for 1915 Grundloven, der bl.a. gav kvinder stemmeret, blev der afholdt endnu en parade eller rettere en reenactment af det oprindelige Kvindetog (se video foroven). 